# Evil Office
Evil Office er Mews eget pladeselskab, som de stiftede i forbindelse med deres andet album, Half the World Is Watching Me, da deres daværende pladeselskab, Exlibris Musik, ikke delte deres ambitioner. Evil Office har derefter udgivet alt Mews materiale i Danmark. Der er kun et band udover Mew der har skrevet kontrakt med Evil Office, Lords of Destruction.